# José Luis Zabala Ponce
José Luis Zabala Ponce (Santiago, 2 de enero de 1943-ibídem, 10 de octubre de 2006) fue un economista y empresario chileno, militante del Partido Demócrata Cristiano. Fue rector de la Universidad San Sebastián entre 2005 y 2006.

## Estudios
Realizó sus estudios en el Colegio Hispano Americano de los sacerdotes Escolapios. En la Universidad de Chile estudió Economía e Ingeniería Comercial, luego realizó un posgrado en la Universidad de Chicago.

## Golpe de Estado
Desde agosto de 1972 a mayo de 1973, junto a una decena de economistas que luego se denominaron «Chicago Boys», y militares golpistas fue creador de El ladrillo, documento en que sentarían  las bases económicas de la futura dictadura militar. José Luis Zabala estuvo ligado desde su juventud al Partido Demócrata Cristiano, el cual se mostraba mayoritariamente a favor frente al derrocamiento de Salvador Allende.

## Carrera empresarial
Durante la dictadura militar fue designado Gerente de Estudios del Banco Central, y posteriormente fue nombrado representante de Chile, Argentina y Uruguay en el Banco Mundial.
Años más tarde, asumió como vicepresidente ejecutivo del Banco Concepción.
Luego inició una exitosa carrera como empresario. Fue accionista mayoritario de AFP Invierta y dueño de Viña Tarapacá. Desarrolló el Complejo Turístico Puerto Velero y participó en el negocio inmobiliario, a través de diversas sociedades.
En 1997 fue invitado por el entonces rector de la Universidad San Sebastián, Guido Meller, a unirse a este proyecto como socio mayoritario. Al año siguiente, asumió en la presidencia de la Junta Directiva, pasando a encabezar la gestión de la Universidad, que significó el despegue y crecimiento de la Universidad San Sebastián, logrando posicionarla como la Red Universitaria de Chile.
En el año 2005 asumió como rector de la Universidad San Sebastián, manteniendo simultáneamente la presidencia de la Junta Directiva.
Zabala logró consolidar el holding “Pie de Monte” S.A, con inversiones por más de 100 millones de dólares  y más de una veintena de empresas en los rubros Inmobiliarios, gastronómicos, educacionales y entretención. A su fallecimiento pasó a manos de su hija Pilar Zabala Meruane.

## Muerte
José Luis Zabala afectado de un cáncer falleció el 10 de octubre de 2006.